# Ballet City
Ballet City is een compositie van Leonardo Balada uit 1959.
Het is een zogenaamde vroege compositie van de Spaanse componist. Het is een uitvloeisel van een opdracht van de Juilliard School of Music tijdens zijn studieperiode aldaar. Aan drie leerlingen werd de opdracht gegeven balletmuziek te schrijven bij een choreografie van William Hug, die de dagelijkse bezigheden van stadsbewoners (Balada vermoedde New York) weergaf. Het resultaat moest/De resultaten moesten laten zien, dat de choreografie voor componisten multi-interpretabel was; kortom het moest(-en) drie totaal verschillende balletten opleveren. Bij de opdracht was inbegrepen: vandaag schrijven, vandaag uitvoeren.
In 2013 orkestreerde Balada het werk en dat ging op 5 juli 2013 in première in Valencia (Las Naves-Espacio de Creación Contemporánea). Het werk kent drie delen:
- En la calle (Op straat)
- Idillio (Idylle)
- Fiesta (feest)

Balada omschreef de stijl als neoclassicistisch in de stijl van Igor Stravinsky en Aaron Copland. Balada schreef het voor 1 dwarsfluit/piccolo, 1 klarinet/altsaxofoon, 1 fagot, 1 trompet, 1 trombone, percussie, piano en cello